# Maj Hirdman

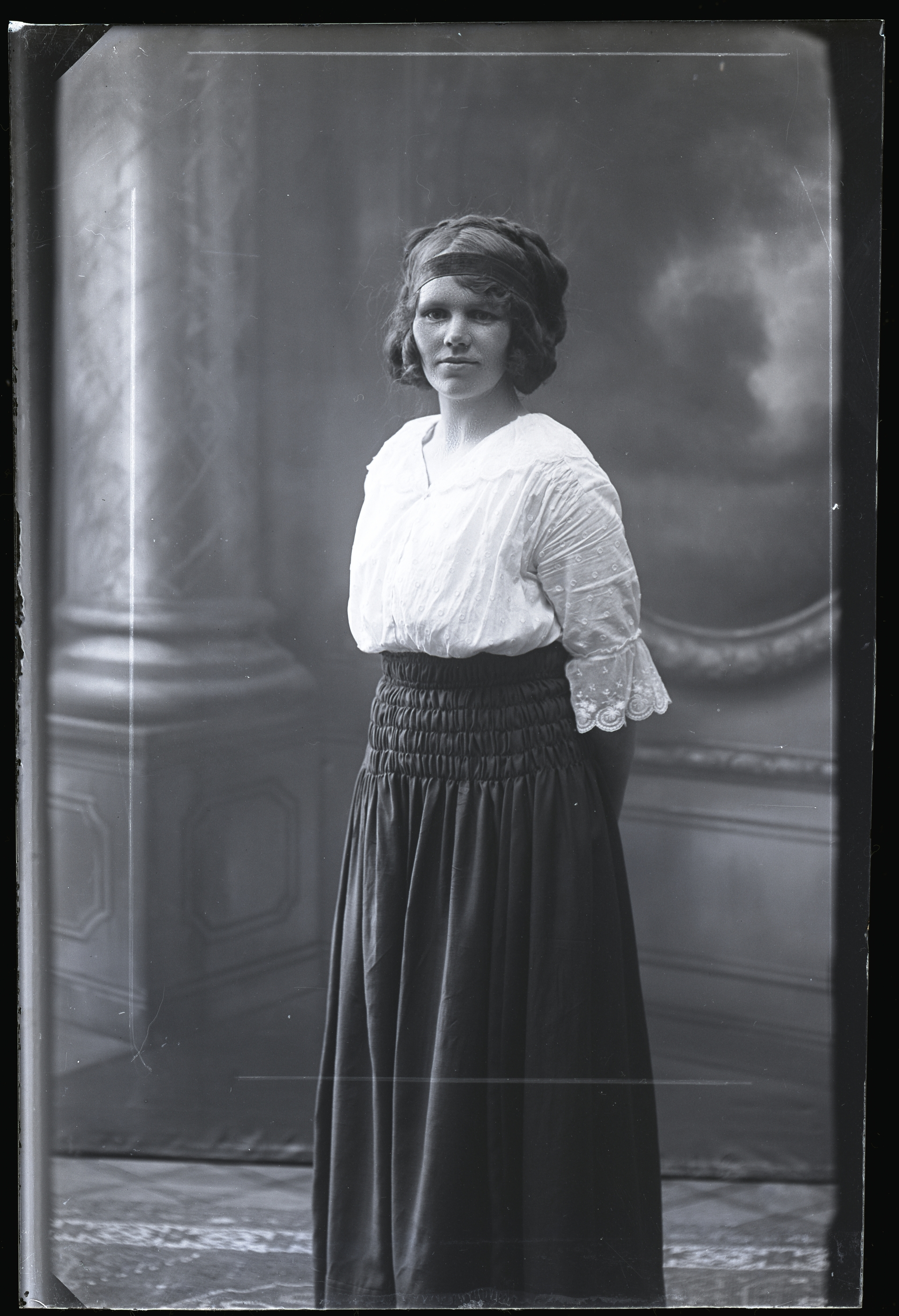
Maj Hirdman fotograferad av Ernst Blom i Västerås.

Anna Maria Maj Hirdman, född Eriksson 27 juli 1888 i Söderbärke församling, död 19 oktober 1976 i Västerleds församling, var en svensk arbetarförfattare verksam inom arbetarrörelsen. Hon växte upp under fattiga förhållanden i Norberg och var en engagerad socialist. Hon gifte sig med Gunnar Hirdman, och är farmor till Sven och Yvonne Hirdman. Tillsammans med Moa Martinson var hon en av få kvinnliga proletärförfattare som framträdde under 1920- och 1930-talen.
Sammanlagt författade Hirdman 17 böcker. För Uppror i Järnbäraland, som skildrade Norbergsstrejken 1891–1892, fick hon Tidningen Vis litterära pris 1945.

## Biografi
Maj Eriksson föddes 1888 i Söderbärke församling i Smedjebackens kommun, men växte upp i Norbergs kommun i Bergslagen. Båda hennes föräldrar kom från Värmland. Fadern Lars Magnus Eriksson kom från ett förmöget hem, men på 1870-talet gjorde familjen konkurs och blev helt utblottad och  Maj Hirdmans far sattes i snickarlära. Som timmerman och snickare flyttade han med sin unga hustru Mathilda och en växande barnaskara till Norberg. Hennes far dog endast 37 år gammal. Hon växte därför upp med en ensamstående mor och fem syskon. Maj Hirdman placerades i fosterhem i Stockholm, men hon vantrivdes och stal pengar till en tågbiljett och åkte tillbaka till sitt hem i Norberg.
I Norberg anslöt sig Maj Eriksson till ungdomsklubben i Högfors, en radikal klubb som ägnade sig åt kultur och politik. Där fick hon också kontakt med Hinke Bergegren, agitatorn och socialisten, som blev hennes vän. Hon agiterade för solidaritet och sålde tidningen Brand. I Norberg kallades hon för Röda Maja.
När hon var 13 år fick hon sin första plats som piga i Hedemora. Där stannade hon något år men flyttade sedan till Avesta där hon blev hembiträde hos postmästaren. Även i Avesta fanns de socialistiska idéerna. Hon mötte Ragnar Casparsson, en av arbetarrörelsens stora profiler, som senare blev landshövding i Västmanland. Han arbetade på Avesta Järnverk och kallade Maj för ”Postmästarns vackra piga”. Där fanns också en annan ung, radikal med visioner för arbetarna – Gunnar Gustavsson. Han skrev i Brand och var knuten till Hinke Bergegren. 
Gunnar Gustavsson tog sig sedermera namnet Hirdman och blev studierektor för, och förgrundsgestalt i Arbetarnas bildningsförbund (ABF) som grundades 1912. Maj Hirdman och Gunnar flyttade ihop. Sitt första hem hade de i Norberg. De fick tre barn.  Maj Hirdman tog det huvudsakliga ansvaret för hus, hem och barn. Det blev inte något lyckligt äktenskap. Att vara hustru och mor och dessutom försöka få tid för att skriva var svårt. En av de noveller hon skrev hette ”Barnamörderskan”, som handlar om en mor som dödar sitt barn. Novellen skapade hårda diskussioner och Maj Hirdman fördömdes av sin omgivning.
Tillsammans med Moa Martinson var hon en av de få kvinnliga självlärda proletärförfattare som framträdde under 1920- och 30-talen.
Maj Hirdman dog 1970. Hon är begravd på Bromma kyrkogård i Stockholm. Hon var farmor till Sven och Yvonne Hirdman.

## Författarkarriär
Maj Hirdman gav ut 17 böcker, men fick aldrig något riktigt genombrott. För sin roman Uppror i Järnbäraland, en skildring av Norbergsstrejken, fick hon dock tidningen Vis litterära pris 1945.
Hennes litterära debut kom 1921 med romanen Anna Holberg, en av de första svenska utvecklingsromaner som byggde på en kvinnas upplevelser i arbetarmiljöer. 
I sina tre självbiografiska romaner, utöver Anna Holberg även I törn och i blomma samt Alla mina gårdar, beskriver Hirdman konflikten mellan kvinnan från landsbygden, som uppfostrats till ett traditionellt samhälle med sin huvudsakliga plats i hemmet, och den moderna, politiskt och intellektuellt medvetna storstadskvinnan.
I Maja i Dalarna (1930) och Alla mina gårdar (1958) skildrar hon sitt arbete, bland annat som piga på bondgårdar i Dalarna. Hon har också tagit upp bergslagsmotiv i två historiska romaner, Uppror i Järnbäraland (1945) med kvinnoperspektiv på den omtalade Norbergsstrejken 1891-92 samt Kamrater utan fana (1955).
Bland övriga verk märks novellsamlingarna Människoträsket (1922) och Kamp (1928), och romanen Kämpande liv (1925).